# Ann (Birmanie)
Ann (birman : အမ်းမြို့) est une ville de l'État de Rakhine, en Birmanie. Elle compte 119 714 habitants et est desservie par l'aéroport d'Ann. C'est le centre du quartier général du commandement occidental de l'armée birmane.

## Histoire
La ville est fondée par le roi Min Hti vers le début du XIVe siècle. À partir du 26 septembre 2024, la ville est le site de la bataille d'Ann entre l'Armée d'Arakan et la junte militaire au pouvoir en Birmanie.